# Gloeocystidiellum marianum
Gloeocystidiellum marianum är en svampart som beskrevs av Burds., Nakasone & G.W. Freeman 1981. Gloeocystidiellum marianum ingår i släktet Gloeocystidiellum och familjen Stereaceae.   Inga underarter finns listade i Catalogue of Life.